# Монбельярдська порода
Монбельярдська порода — порода великої рогатої худоби молочно-м'ясного напряму продуктивності. Виведена у Франції у 1883 році схрещуванням місцевої ельзаської (оберлан) худоби з швейцарськими сименталами. Поширена в сільській частині Франції на кордоні з Швейцарією. Одна з високопродуктивних французьких порід.

## Опис

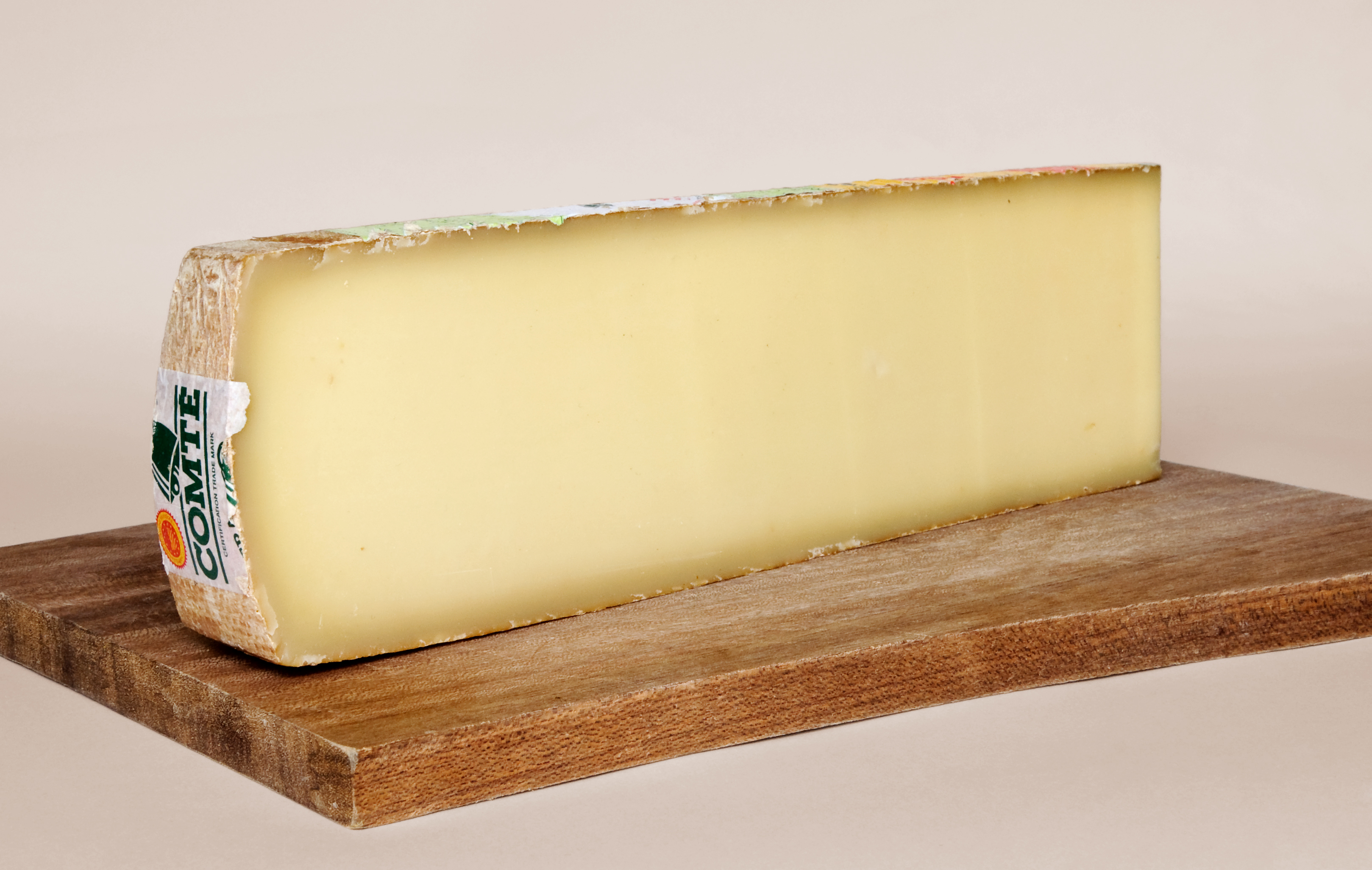
Сир з молока корів монбельярдської породи.

Масть тварин червоно-ряба і темно-полово-ряба. Худоба монбельярдської породи нагадує симентальську, але у неї більш розвинені молочні статі. Жива маса корів становить 650—750 кг, бугаїв — 900—1100 кг; середньорічний надій понад 4000 кг молока жирністю 3,64 %. Молоко використовують головним чином для виготовлення сиру. Поряд з високою молочною продуктивністю худоба характеризується і добрими м'ясними якостями. Середньодобовий приріст бугайців на інтенсивній відгодівлі становить до 1500 грамів і більше.
В СРСР, зокрема в Україну, худобу монбельярдської породи завозили у 1972—1976 роках. Бугаїв використовували на станціях з племінної роботи і штучного осіменіння тварин для підвищення молочності худоби симентальської породи.